# 昆明市第一中学
25°03′04″N 102°41′27″E / 25.05118°N 102.69077°E
昆明市第一中学，简称昆一中，位于中华人民共和国云南省昆明市，是云南省一级一等普通高级中学。

## 沿革[2][3]

### 民国以前
光绪三十一年（1905年），清末变法维新，废科举兴教育，改书院建学院。云南府由邹蓁周组织筹备，于光绪三十一年创办中学堂一所，校址在翠湖北隅、九龙池畔“经正书院”内，次年定名为“省会中学堂”，并委张鸿冀任监督堂长。
光绪三十三年（1907年），经正书院停办，校址、校产全部划归省会中学堂。
宣统元年（1909年）2月，云南府中学堂奉令招收简易初级师范一班，更名为“云南府中学堂兼附设初级师范学堂”。
宣统三年（1911年）上半年，云南省学务公所改第一区模范中学堂兼完全初级师范学堂为“模范第一中学堂”，委任董嘉会为监督堂长。9月，模范第一中学堂改称第一中学校，董嘉会任校长；高等学堂改称高等学校，张鸿冀任校长。11月，第一中学校与高等学校合并为“省会中学校”，委张鸿冀任校长。

### 民国时期
民国元年（1912年）2月，云南学政司奉令将省会中学校、两级师范附属中学及蒙自的第三中学校合并为一所学校，命名为“云南省立第一中学校兼英法文专修科”，委王继贞任校长。
1932年，云南省立第一中学和云南省立第五中学（前私立成德中学、云南中学校）合并为“云南省立昆华中学”。

### 共和国时期
1950年6月13日，云南省云南省人民政府发布训令，将原省立昆华中学、龙渊中学、私立南菁中学合并，改定校名为“云南省昆明第一中学”。
1984年，学校更名为“昆明第一中学”。
1993年7月，被认定为首批云南省一级二等完全中学。2004年，晋升为云南省一级一等完全中学。

## 文化

### 校训
诚敬勤朴，公勇严毅。

## 历任校长
参考：
| 姓名   | 任期                  | 职位                                       |
| ------ | --------------------- | ------------------------------------------ |
| 张鸿翼 | 1905年－1907年        | 省会中学堂监督                             |
| 吕声文 | 1907年－1909年8月     | 方言学堂监督                               |
| 童振藻 | 1909年8月－1911年11月 | 高等学堂监督                               |
| 张际昌 | 1907年10月－1909年7月 | 云南府中学堂监督                           |
| 董嘉会 | 1909年7月－1911年11月 | 第一区模范中学堂兼第一完全初级师范学堂监督 |
| 张鸿翼 | 1911年11月－1912年2月 | 省会中学校校长                             |
| 王继贞 | 1912年3月－1914年11月 | 云南省立第一中学校校长                     |
| 李华   | 1914年11月－1915年6月 | 云南省立第一中学校校长                     |
| 王焕奎 | 1915年6月－1915年10月 | 云南省立第一中学校校长                     |
| 李春醲 | 1915年10月－1921年3月 | 云南省立第一中学校校长                     |
| 刘中华 | 1921年3月－1921年7月  | 云南省立第一中学校校长                     |
| 丁绩   | 1921年7月－1922年6月  | 云南省立第一中学校校长                     |
| 钱用中 | 1922年6月－1922年7月  | 云南省立第一中学校校长                     |
| 王用予 | 1922年7月－1923年2月  | 云南省立第一中学校校长                     |
| 徐继祖 | 1923年2月－1926年10月 | 云南省立第一中学校校长                     |
| 周锡夔 | 1926年10月－1928年3月 | 云南省立第一中学校校长                     |
| 杨家凤 | 1928年3月－1929年2月  | 云南省立第一中学校校长                     |
| 邱天培 | 1929年2月－1932年1月  | 云南省立第一中学校校长                     |
| 周锡夔 | 1932年2月－1937年1月  | 云南省立昆华中学校长                       |
| 徐继祖 | 1937年2月－1943年1月  | 云南省立昆华中学校长                       |
| 张嘉栋 | 1943年2月－1943年7月  | 云南省立昆华中学校长                       |
| 和志坚 | 1943年8月－1944年1月  | 云南省立昆华中学校长                       |
| 徐天祥 | 1944年2月－1945年8月  | 云南省立昆华中学校长                       |
| 李伯远 | 1945年8月－1949年12月 | 云南省立昆华中学校长                       |
| 徐天祥 | 1950年2月－1952年9月  | 昆明第一中学校长                           |
| 马仲明 | 1952年10月－1953年5月 | 昆明第一中学校长                           |
| 李艺群 | 1953年5月－1955年8月  | 昆明第一中学校长                           |
| 傅发聪 | 1955年8月－1956年11月 | 昆明第一中学校长                           |
| 邓琦   | 1956年11月－1958年7月 | 昆明第一中学校长                           |
| 刘树模 | 1959年4月－1966年5月  | 昆明第一中学校长                           |
| 胡厚仁 | 1973年10月－1980年9月 | 昆明第一中学校长                           |
| 涂光弧 | 1981年8月－1984年2月  | 昆明第一中学校长                           |
| 杨志欧 | 1984年3月－1994年3月  | 昆明第一中学校长                           |
| 邱挽华 | 1994年3月－1997年2月  | 昆明第一中学校长                           |
| 傅荣   | 1997年2月－2000年4月  | 昆明第一中学校长                           |
| 李云保 | 2000年4月－2001年3月  | 昆明第一中学校长                           |
| 邹晓辉 | 2001年3月－2003年7月  | 昆明第一中学校长                           |
| 童吉仁 | 2003年7月－2008年7月  | 昆明第一中学校长                           |
| 赵灿东 | 2008年7月－现任       | 昆明第一中学校长                           |

附：
- 私立成德中学历任校长（1915年－1929年）：杨迥楼、杨椿培、赵国政、张荫祖、丁绩、顾品端、施俊霖、杨士敏、洪承德
- 云南省立第五中学校历任校长（1929年－1931年1月）：洪承德、聂体仁

## 著名校友
- 杨振宁：诺贝尔物理学奖得主
- 艾思奇：哲学家
- 熊庆来：数学家
- 张天虚：作家
- 柯仲平：诗人
- 方宝贤：物理学家
- 袁晓岑：画家
- 杨伯镛：体育家
- 马克坚：体育家
- 许建峰：运动员
- 冯志伟：计算机专家
- 王秋明：地质学家
- 董韫美：中国科学院院士
- 戴永年：中国工程院院士
- 熊晓铭：世界残疾人奥运会冠军
- 阙振寰：铂族金属专家

## 友好学校
- 澳大利亚威斯里学校
- 加拿大莫尔斯学校
- 英国斯海姆学校
- 印度斯瑞朗姆中学